# Bernardsville
Bernardsville is een plaats (borough) in de Amerikaanse staat New Jersey, en valt bestuurlijk gezien onder Somerset County.

## Demografie
Bij de volkstelling in 2000 werd het aantal inwoners vastgesteld op 7345.
In 2006 is het aantal inwoners door het United States Census Bureau geschat op 7688, een stijging van 343 (4,7%).

## Geografie
Volgens het United States Census Bureau beslaat de plaats een oppervlakte van
33,5 km², geheel bestaande uit land. Bernardsville ligt op ongeveer 73 m boven zeeniveau.

## Plaatsen in de nabije omgeving
De onderstaande figuur toont nabijgelegen plaatsen in een straal van 12 km rond Bernardsville.